# Angelókastro (Étolie-Acarnanie)
Angelókastro, en grec moderne : Αγγελόκαστρο, est un village et un ancien dème du district régional d'Étolie-Acarnanie en Grèce. En 2010, il est fusionné au sein du dème d'Agrínio.
Selon le recensement de 2011, la population du dème compte 2 027 habitants tandis que celle du village s'élève à 1 220 habitants.